# Плехи
Плехи (чеш. Plechý) је планина висока 1,379 м, у Чешкој Шумави на аустријско - чешкој граници. Њен врх је највиша тачка у Чешкој Шумави у обе земље, а такође и највиша тачка у регионима Mühlviertel (Милфиртл) и Јужна Чешка.  

## Локација
Плехи лежи између аустријског села Schwarzenberg (Шварценберг) на југу и чешког села Нова Пец према североистоку. Североисточно и испод врха на чешком тлу, налази се Плехијско језеро, најјужније од осам глацијалних језера у Чешкој Шумави; северно планинско подручје је језгро Националног парка Чешка Шумава (Национални парк Шумава). Језерни поток (Зибах) извире на планини. Око 7 км североисточно, у Чешкој, је западни крај акумулације Липно. 

## Тромеђа и крајња тачка
Плехи лежи око 1.3 км источно од тромеђе између Немачке, Аустрије и Чешке. Тромеђа је отприлике источно од баварског Плехија (Plöckenstein) (1,365 м изнад нивоа мора). Подручје тромеђе повезује два Плехија преко седла (1,321 м изнад нивоа мора). 
Западно од баварског Плехија је најсевернија тачка Аустрије. 

## Знаменитости
За време Хладног рата гранично подручје Чешке Шумаве било је недоступно грађанима источног блока јер је кроз њу пролазила Гвоздена завеса. Нова влада под Марјаном Чалфом, која је дошла на власт 10. децембра 1989, демонтирала је гранична утврђења у децембру 1989. (види Плишана револуција). 
Међу знаменитостима и атракцијама у области Плехија налазе се следеће: 
- Споменик Адалберту Штифтеру (1,311м н.в; Чешка) - на стеновитом гребену изнад Плехијског језера постављен је 18,5 метара висок обелиск у знак сећања на Adalbert Stifterа (Адалберта Штифтера) ("Песник бохемијске шуме"), изграђен 1876-1877.
- Баварске шуме (Dreisesselberg) (1,333 м н.в.; Немачка) - са гранитних стена ове планине пружа се поглед на Алпе.
- Плехијско језеро (1,090 м н.в.; Чешка) - планинско језеро око 7.48 ха површине, налази се испод Плехија.
- Одводни канал Шварценберг (Аустрија-Чешка) - ово је вештачки канал који се налази између Влтаве и Дунава.
- Акумулација Липно (такође акумулација Молдау; 725.6 м н.в.; Чешка) - резервоар је дугачак око 48 км, површине 48,7 км²  и капацитета је 309,5 милиона м³.
- Steinernes Meer (Штајнернес језеро) на баварском Плехију (1,365 м изнад нивоа мора; Немачка) - стеновити пејзаж на јужном боку планине
- Teufelsschüssel (Тојфелшлисел) (1,108 м н.в.; Аустрија) - формација гранитног блока отприлике источно од границе.